# Giuliana Poletti
Giuliana Poletti Corrales (Asunción, 30 september 2000) is een Paraguayaanse beachvolleybalspeler. Ze nam eenmaal deel aan de Olympische Spelen.

## Carrière
In 2017 bereikte Poletti met Michelle Valiente de achtste finales van de WK onder 21 in Nanjing. Het jaar daarop nam ze met Romina Ediger deel aan de Olympische Jeugdspelen in Buenos Aires, waar ze in de zestiende finale werden uitgeschakeld door het Nederlandse tweetal Emi van Driel en Raïsa Schoon. In 2019 strandde ze met Laura Ovelar bij de WK onder 21 in Udon Thani ook in de zestiende finale. Met Valiente bereikte ze de kwartfinales van de Zuid-Amerikaanse Strandspelen in Rosario. Van 2020 tot en met 2023 studeerde Poletti aan Texas A&M University - Corpus Christi waar ze beachvolleybalde voor het universiteitsteam.
In 2022 deed ze met Erika Bobadilla mee aan de wereldkampioenschappen in Rome. Het duo bereikte na een overwinning en twee nederlagen de tussenronde, waar ze werden uiteindelijk door de Oostenrijkers Lena Plesiutschnig en Katharina Schützenhöfer. Met Ovelar won ze in eigen land zilver bij de Zuid-Amerikaanse Spelen achter het Braziliaanse tweetal Carol Solberg en Bárbara Seixas. Het jaar daarop maakte Poletti met Ovelar haar debuut in de Beach Pro Tour bij het Future-toernooi van Baden. Bij de Zuid-Amerikaanse Strandspelen in Santa Marta eindigden ze als negende. In 2024 namen ze deel aan de kwalificaties van de Challenge-toernooien in Recife en Saquarema. Vervolgens wisselde Poletti van partner naar Valiente. Ze wonnen het Future-toernooi van Battipaglia door het Italiaanse tweetal Reka Orsi Toth en Giada Bianchi in de finale te verslaan en ze eindigden als tweede in Cervia. Via het continentale kwalificatietoernooi plaatsten Poletti en Valiente zich voor de Olympische Spelen in Parijs. Na drie nederlagen was de groepsfase het eindstation. In november namen ze deel aan het Elite16-toernooi van Rio de Janeiro waar ze de achtste finale bereikten. Het jaar daarop kwamen ze tot een negende plaats in Quintana Roo.

## Palmares
Kampioenschappen
- 2022:  Zuid-Amerikaanse Spelen

Beach Pro Tour
- 2024:  Cervia Future
- 2024:  Battipaglia Future